# Aulo Terencio Varrón Murena
Aulo Terencio Varrón Murena (en latín, Aulus Terentius Varro Murena; 56-23 a. C.) fue un general y político romano del siglo I a. C.

## Familia
Murena fue hijo natural de un tal Aulo Terencio Varrón, y hermano adoptivo de Lucio Lucinio Varrón Murena. Estaba bien conectado con el régimen de Augusto, dado que su hermana Terencia se casó con Cayo Mecenas, el prominente mecenas, consejero y amigo de Augusto; mientras que su medio hermano Gayo Proculeio fue un amigo íntimo de Augusto durante su ascenso al poder.

## Carrera
En 25 a. C., Augusto encomendó a Murena dirigir una expedición contra los salassi del valle de Aosta, en los Alpes noroccidentales. Los salassi habían sido una amenaza para los ejércitos romanos que tenían que utilizar el paso alpino del Gran San Bernardo que, como la ruta más corta de Italia al Alto Rin, se había convertido en estratégicamente vital para los romanos tras la conquista de las Galias por Julio César en 51 a. C. 
Los salassi fueron finalmente derrotados y, según Estrabón, Murena deportó y vendió como esclavos a 44.000 miembros de esa tribu. De acuerdo a Dion Casio, Murena solo vendió a los hombres en edad militar y solamente por un plazo de veinte años. En 24 a. C., Murena estableció una colonia romana de 3.000 habitantes en el corazón de la región salassi, la cual denominó Augusta Praetoria Salassorum (Aosta, Italia).
Murena fue nombrado cónsul por Augusto para el año 23 a. C., pero falleció poco después de asumir el cargo y fue sustituido por Cneo Calpurnio Pisón.
Poco después de la muerte de Murena, su hermano adoptivo Lucio Lucinio Varrón Murena fue acusado por Fanio Cepión de conspirar contra Augusto

### Clásicas
- Dion Casio: Historia romana (ca. 130)
- Estrabón: Geographica (ca. 10)

### Historiografía
- Ando, Clifford (2000): Imperial ideology and provincial loyalty in the Roman Empire, University of California Press.
- Davies, Mark; Swain, Hilary; y Davies, Mark Everson (2010): Aspects of Roman history, 82 BC-AD 14: a source-based approach. Taylor & Francis.
- Raaflaub, Kurt A.; y Toher, Mark (1993): Between republic and empire: interpretations of Augustus and his principate. University of California Press.
- Smith (1873): Smith's Dictionary of Roman Biography and Mythology, 1873.
- Swan, Michael (1967): «The Consular Fasti of 23 B.C. and the Conspiracy of Varro Murena», en Classical Philology, vol. 71, pp. 235–247.
- Syme, Ronald (1939): The Roman Revolution. Oxford: Clarendon Press.
- Wells, Colin Michael (2004): The Roman Empire. Harvard University Press.

| Predecesor: Augusto X y Cayo Norbano Flaco | Cónsul del Imperio Romano junto con Augusto XI 23 a. C. | Sucesor: Cneo Calpurnio Pisón y Lucio Sestio Quirinal Albiniano |

- Datos: Q781472